# Jagdgeschwader 137
La Jagdgeschwader 137  (JG 137) (137e escadron de chasseurs), est une unité de chasseurs de la Luftwaffe à l'aube de la Seconde Guerre mondiale.
Active de 1937 à 1938, l'unité était affectée aux missions visant à assurer la supériorité aérienne de l'Allemagne dans le ciel de l'Europe.

## Opérations
Le JG 137 opère sur des chasseurs :
- Arado Ar 68E
- Messerschmitt Bf 109D

## Organisation

### I. Gruppe
Formé le 20 avril 1937 à Bernburg à partir du I./JG 232 avec :
- Stab I./JG 137 à partir du Stab I./JG 232
- 1./JG 137 à partir du 1./JG 232
- 2./JG 137 à partir du 2./JG 232
- 3./JG 137 à partir du 3./JG 232

Le 1er février 1938, la plupart des éléments du I./JG 137 est transférée à Garz et devient le I.(le)/LG, et seulement le 1./JG 137 est resté jusqu'au 1er novembre 1938 quand le Gruppe a été augmenté pour redevenir complet.
Le 1er novembre 1938, le I./JG 137 est renommé I./JG 231 :
- Stab I./JG 137 devient Stab I./JG 231
- 1./JG 137 devient 1./JG 231
- 2./JG 137 devient 2./JG 231
- 3./JG 137 devient 3./JG 231

Gruppenkommandeure (Commandant de groupe) :
| Début            | Fin               | Grade          | Nom               |
| ---------------- | ----------------- | -------------- | ----------------- |
| 20 avril 1937    | 31 janvier 1938   | Oberstleutnant | Georg Weiner (en) |
| 1er février 1938 | 1er novembre 1938 | Hauptmann      | Johannes Gentzen  |

### II. Gruppe
Formé le 1er juillet 1938 à Zerbst avec :
- Stab II./JG 137 nouvellement créé
- 4./JG 137 nouvellement créé
- 5./JG 137 nouvellement créé
- 6./JG 137 nouvellement créé

Le 1er novembre 1938, le II./JG 137 est renommé II./JG 231 :
- Stab II./JG 137 devient Stab II./JG 231
- 4./JG 137 devient 4./JG 231
- 5./JG 137 devient 5./JG 231
- 6./JG 137 devient 6./JG 231

Gruppenkommandeure (Commandant de groupe) :
| Début            | Fin               | Grade | Nom                       |
| ---------------- | ----------------- | ----- | ------------------------- |
| 1er juillet 1938 | 1er novembre 1938 | Major | Otto Heinrich von Houwald |